# Freycinetia filiformis
Freycinetia filiformis är en enhjärtbladig växtart som beskrevs av Huynh. Freycinetia filiformis ingår i släktet Freycinetia och familjen Pandanaceae. Inga underarter finns listade.